# Liste von Frauenkonferenzen
Diese Liste enthält einige Frauenkongresse und -konferenzen, die eine größere historische  Bedeutung hatten.

## Geschichte
1848 fand die Seneca Falls Convention als erste Versammlung von Frauen in den USA statt, die Frauenrechte als Thema hatten.
1865 gab es die erste größere deutsche Frauenkonferenz in Leipzig, bei der der Allgemeine Deutsche Frauenverein gegründet wurde.
Seit 1878 gab es einige Internationale Frauenkongresse. 1907 fand die erste Konferenz  sozialistischer Frauen in Stuttgart statt. 1915 setzten sich zwei Frauenkongresse für die sofortige Beendigung des Ersten Weltkriegs ein. Ab 1921 gab es viele Jahre keine größeren Frauenkonferenzen in Europa mehr.
Von 1975 bis 1995 gab es vier Frauenkonferenzen der Vereinten Nationen (UNO).

## Internationale Frauenkonferenzen
- Congrès international du droit des femmes, Paris, 1878, erster internationaler   Frauenkongress, während der Weltausstellung
- Kongreß für Frauenwerke und Frauenbestrebungen, Berlin, 1896, organisiert von Berliner Frauenrechtlerinnen, über 1000 Teilnehmerinnen aus über 20 Ländern
- Internationaler Frauenkongress, London, 1899, vom Weltfrauenbund (ICW)
- Zweite Frauenstimmrechtskonferenz, Berlin, 1904, zur Gründung der International Woman Suffrage Alliance

- Internationaler Frauenkongress, Berlin, 1904, vom Weltfrauenbund (ICW), mit über 2000 Teilnehmerinnen
- erste Internationale Konferenz sozialistischer Frauen, Stuttgart, 1907[1]
- Internationaler Frauenkongress, Amsterdam, 1908, vom Weltfrauenbund (ICW)
- Internationaler Frauenkongress, Toronto, 1909, vom ICW
- zweite Internationale Konferenz sozialistischer Frauen, Kopenhagen, 1910
- Internationaler Frauenkongress, Stockholm, 1911, vom Weltfrauenbund (ICW)

- Internationale Konferenz sozialistischer Frauen, Bern, März 1915, forderte die sofortige Beendigung des Ersten Weltkriegs
- Internationaler Frauenkongress, Den Haag, 1915, forderte die sofortige Beendigung des Ersten Weltkriegs
- informelle Konferenz sozialistischer Frauen, Stockholm, 1917
- Kongress alliierter Frauen im Kriegsdienst, Paris, 1918
- Alliierte Frauenkonferenz, Paris, 1918, während der Pariser Friedensverhandlungen
- Internationaler Frauenkongress, Zürich, 1919
- Internationale Konferenz kommunistischer Frauen, Moskau, 1920

- International Conference for. Women Leaders, Israel, 1961, danach weitere Konferenzen

- erste UN-Weltfrauenkonferenz, Mexico-Stadt, 1975
- zweite UN-Weltfrauenkonferenz, Kopenhagen, 1980
- dritte UN-Weltfrauenkonferenz, Nairobi, 1985
- vierte UN-Weltfrauenkonferenz, Peking, 1995, letzte UN-Frauenkonferenz
- Win Conference, Mailand, 1998, danach weitere Konferenzen
- Frauenrechtskonvention der Vereinten Nationen (im Englischen: Commission on the Status of Women CSW)

## Deutsche Frauenkonferenzen
- Frauenkonferenz, Leipzig, 1865, Gründung des Allgemeinen Deutschen Frauenvereins
- erste Generalversammlung des Lette-Vereins, Darmstadt, 1877
- Frauenkonferenz, Mainz, 19.–20. September 1900, erste Konferenz der sozialdemokratischen Frauen Deutschlands[2]; danach einige weitere sozialdemokratische  Frauenkonferenzen
- Deutscher Frauenkongreß, Charlottenburg bei Berlin, 1912, mit über 3000 Teilnehmerinnen, einziger größerer deutscher Frauenkongress in dieser Zeit
- Ost-West-Frauenkongress, 1990

## Weitere regionale Frauenkonferenzen
- Pan-American Conference of Women, Baltimore, 1922
- All India Women's Conference, seit 1927, jetzt über 100.000 Mitglieder
- Latin American and Caribbean Feminist Encuentros, seit 1961,
- Primer Encuentro de Mujeres Negras de América Latina y El Caribe, Santo Domingo, 1993, erste Konferenz schwarzer Frauen Lateinamerikas und der Karibik, etwa 300 Teilnehmerinnen aus 32 Ländern, danach weitere Konferenzen